# Sumusta
Sumusta – miasto w Egipcie, w muhafazie Bani Suwajf. W 2006 roku liczyło 37 965 mieszkańców.